# Lourdesgrot (Humbeek)

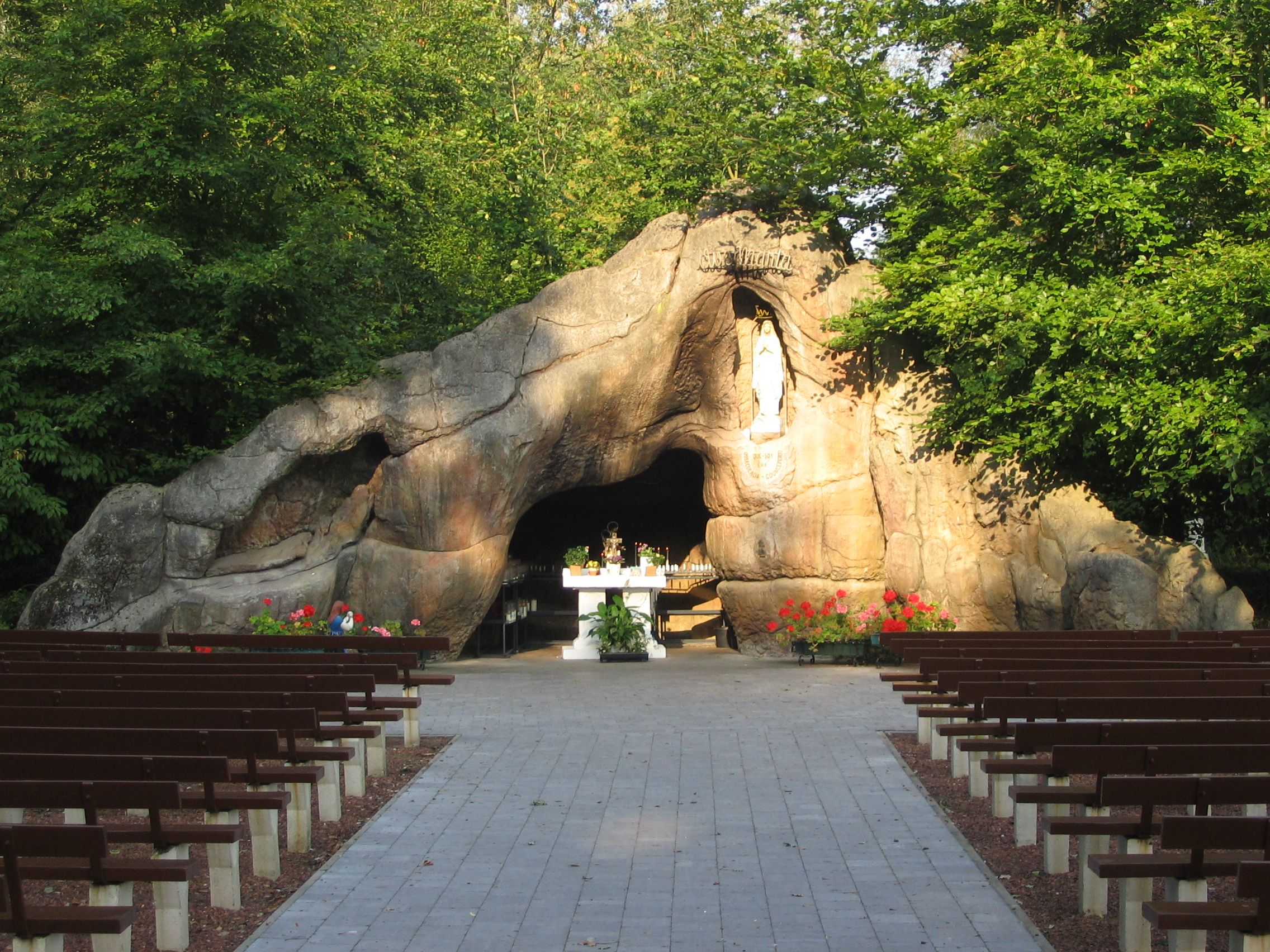
Lourdesgrot Humbeek

De Lourdesgrot in Humbeek is een Lourdesgrot met kruisweg in Humbeek in de Belgische provincie Vlaams-Brabant die in het begin van de jaren 1950 werd gebouwd.
Het plan om deze grot te bouwen kwam er tijdens een kajottersbedevaart naar Lourdes in 1952. De grot werd op 15 augustus 1954 door monseigneur Cardijn, stichter van de Katholieke Arbeidersjongeren, plechtig ingewijd. Ieder jaar heeft op deze datum een speciale misviering plaats speciaal voor bejaarden, zieken en mindervaliden. Vele troostzoekenden komen hier dagelijks om te bidden. De Lourdesgrot en de kruisweg liggen in een groen kader aan de rand van het 's Gravenbos en naast het Zeekanaal Brussel-Schelde.